# Harry P. Guy
Harry P. Guy (* 17. Juli 1870 in Zanesville (Ohio); † 19. September 1950 in Detroit, Michigan) war ein US-amerikanischer Pianist, Organist und Komponist. Er wirkte vor allem auf dem Gebiet der afroamerikanischen Musik, insbesondere des Ragtimes. 

## Leben
Guy wurde als Handwerkersohn der beiden Mulatten Samuel Guy und Lucy Ann Guy geboren. Im Alter von acht Jahren erhielt Guy Klavier-, Geigen- und Orgelunterricht. 1886 oder 1887 zog seine Familie nach Cincinnati um, nachdem er an der Hill High School seinen Schulabschluss absolvierte. Im Alter von 17 Jahren veröffentlichte Guy 1887 sein erstes Klavierstück The Floweret Waltz. 1890 zog er nach New York City, wo er am National Conservatory of Music of America studierte und in der schwarzen Musikszene aktiv wurde, so z. B. als Konzertpianist, einmal sogar in der Carnegie Hall oder Begleitung der Fisk Jubilee Singers. Es folgte eine Lehrtätigkeit am Paul Quinn College in Waco.
1895 folgte er Julia Owens nach Detroit, wo er sich als Konzert- und Bandmusiker einen Namen machte. Er hielt für mehr als zehn Jahre eine Stelle als Music Minister, Organist und Knabenchorleiter an der St. Matthew Episcopal Church inne und gründete die Detroiter African American Music Academy. 1898 veröffentlichte er sein wahrscheinlich bekanntestes und oft aufgenommenes Stück Echoes from the Snowball Club. Im August 1899 entsprang seiner Ehe der Sohn Maurice H. Guy starb schließlich im Alter von 80 Jahren an Krebs. Erst am 11. Oktober 2003 wurde sein Grab auf dem Elmwood Cemetery mit einem Grabstein versehen. 

## Werke

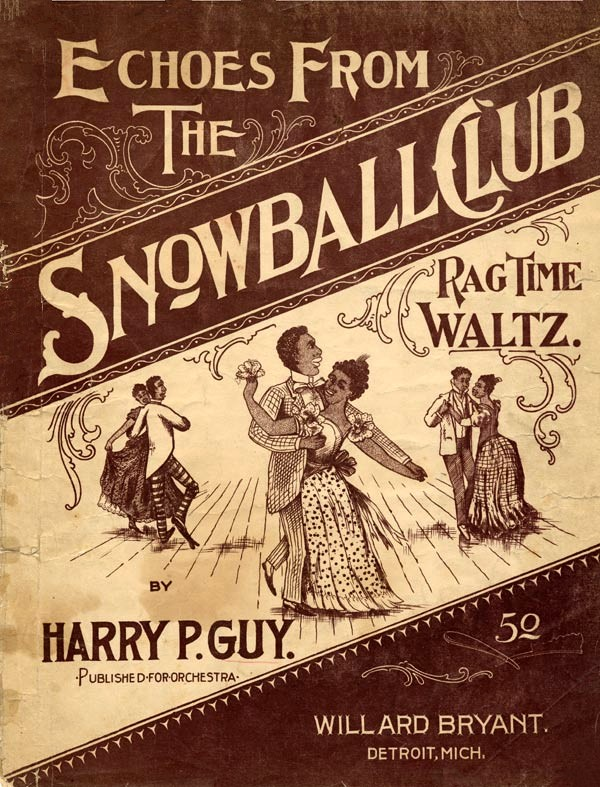
Echoes from the Snowball Club, (1898)

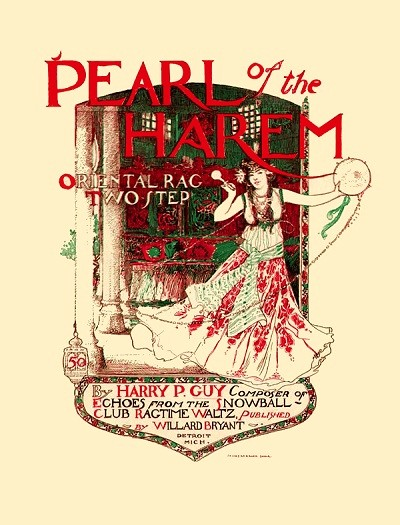
Pearl of the Harem, (1901)

Das Œuvre Harry P. Guys besteht vor allem aus Ragtimes, Walzern und (teils patriotischen) Liedern.
- The Floweret Waltz (1887)
- My Wooing (1888)
- When the Dew Begems the Lea (1889)
- Now For a Stranger Don't Cast Me Aside (1898)
- Echoes From the Snowball Club (1898)
- Belle of the Creoles (1899)
- Cleanin' Up in Georgia (1899)
- Pearl of the Harem (1901)
- Pepper Pot Rag (1901)
- Daughters of Dahomey (1902)
- Song of the Western Hunter (1902)
- Down in Mobile (1904)
- Walkin' and Talkin' (1906)
- Sixty-Six (Intermezzo) (1907)
- As Long As There Is Love (I Will Love You) (1914)
- Love's Eternity (1915)
- We'll Stand By Our Flag and the U.S.A (1917)
- Yankee Doodle's In the Fight To Stay (1918)
- You and I (1921)
- That Home In Paradise (Love and Home Forever) (1921)
- Big Hearted Baby (1928)